# Новозлатопіль (Малинівська сільська громада)
Новозла́топіль — село в Україні, у Малинівській сільській громаді Пологівського району Запорізької області. Населення становить 1006 осіб. До 2018 року орган місцевого самоврядування — Новозлатопільська сільська рада.

## Географія
Село Новозлатопіль розташоване за 147 км від областного центру, 50 км від районного центру та 25 км на схід від колишнього районного центру, за 1,5 км від правого берега річки Янчул. Найближча залізнична станція Гуляйполе (32 км). Сусідні села — Вишневе (3,5 км) та Малинівка (адміністративний центр сільської громади, за 5 км). Селом тече пересихаючий струмок із загатою.

## Історія
Село Новозлатопіль засноване єврейськими колоністами у 1848 році. За часів Російської імперії був центром приказу єврейських землеробських колоній.
З 1923 року село перебувало в складі Гуляйпільського району.
У  1929 році Новозлатопіль став центром утвореного Новозлатопольского єврейського національного району. У 1929 році 68 % (12,1 тис. осіб) населення району були євреями. Видавалась газета «Колвірт-штерн». Більша частина єврейського населення села була знищена нацистами у роки німецької окупації. У 1945 році Новозлатопольський район (з 1941 року вже не національний) було ліквідовано.
12 червня 2020 року, відповідно до розпорядження Кабінету Міністрів України від № 713-р «Про визначення адміністративних центрів та затвердження територій територіальних громад Запорізької області», село увійшло до складу Малинівської сільської громади.
19 липня 2020 року, в результаті адміністративно-територіальної реформи та ліквідації Гуляйпільського району, село увійшло до складу Пологівського району.
З початку російського вторгнення в Україну, село тимчасово перебуває під російською окупацією.
13 листопада 2023 року російськими окупантами зруйновано історичні будівлі єврейської школи та синагоги у Новозлатополі. Будівля побудови кінця XIX століття використовувалася і як синагога. Також зруйновано будівлю ще однієї єврейської школи поруч, яка побудована у 1920-х роках. Колишня єврейська синагога, яка у 1923 року радянською владою була передана під сільський клуб та  школу. Ці дві історичні споруди, які колись пережили німецьку окупацію, наразі переживають рашистську. Першого руйнування будівлі зазнали у 1943 році, коли німецько-фашистські війська відступали з села. Тоді, як у тодішній синагозі постраждав переважно дах, школа зазнала більш істотного руйнування, проте була відбудована жителями села із вцілілої та нової цегли. У 1964 році школа відновила роботу, значно збільшилась у розмірі та значно змінилася. Стосовно синагоги, то будівля теж зазнала істотних змін. З часом добудувано передній фасад із білої цегли, тоді як вся споруда була із червоної. Однак задній залишався первинно-унікальним. Від пам'яток залишилися лише зовнішні стіни, які теж зазнали руйнувань.

## Населення
Відповідно з переписом УРСР 1989 року чисельність наявного населення села становила 1209 осіб, з яких 518 чоловіків та 691 жінка.
За переписом населення України 2001 року в селі мешкали 1023 особи.

### Мова
Розподіл населення за рідною мовою за даними перепису 2001 року:
| Мова       | Відсоток |
| ---------- | -------- |
| українська | 90,56 %  |
| російська  | 9,44 %   |

## Економіка
- Новозлатопільська психіатрична лікарня.
- ТОВ «Авангард».
- ТОВ «Україна».

## Об'єкти соціальної сфери
- Школа.
- Дитячий садочок.
- Амбулаторія.
- Будинок культури.

## Особистість
Уродженка села:
- Савченко Тетяна Володимирівна (нар. 1978) — українська письменниця.

## Галерея

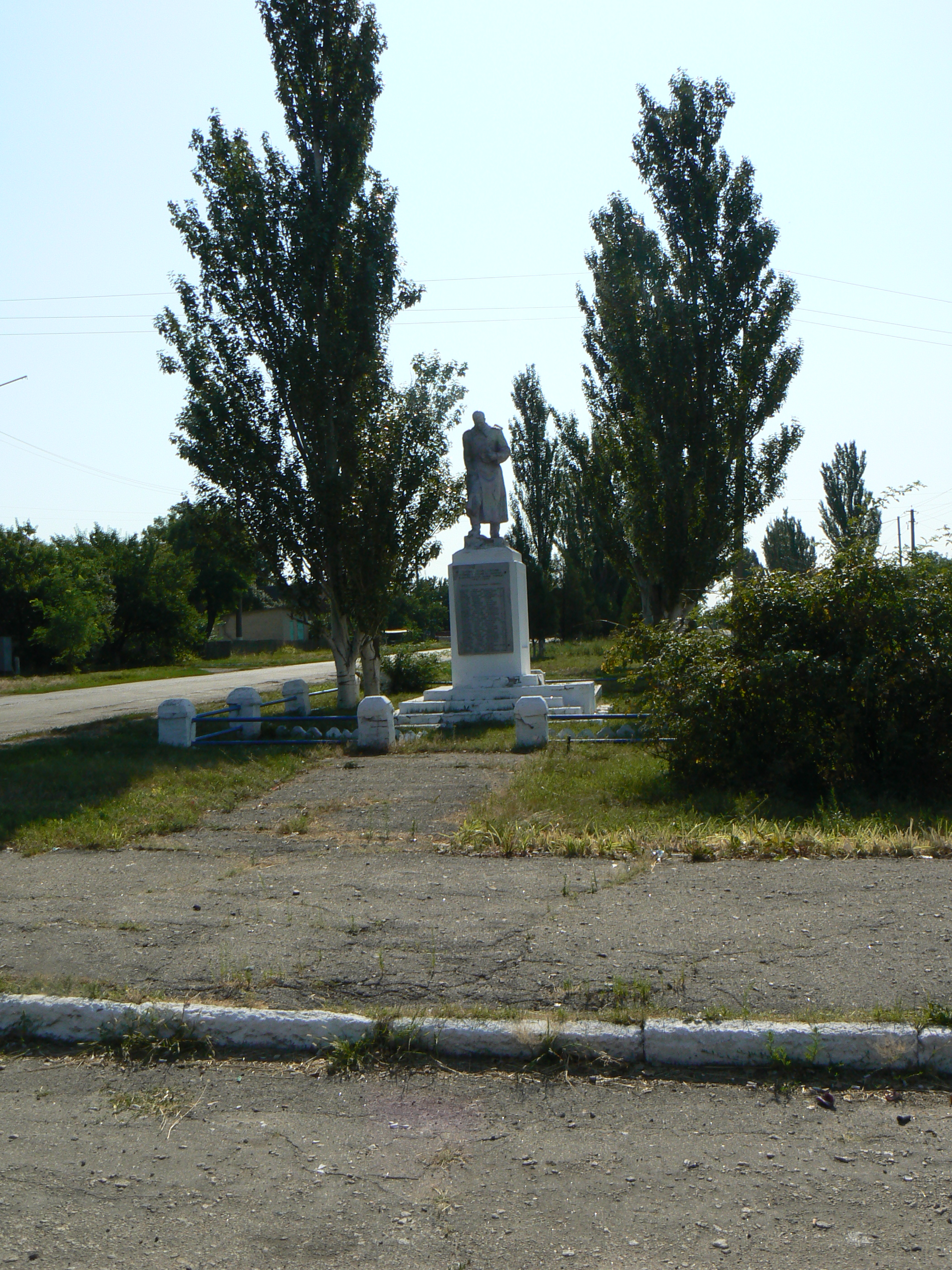
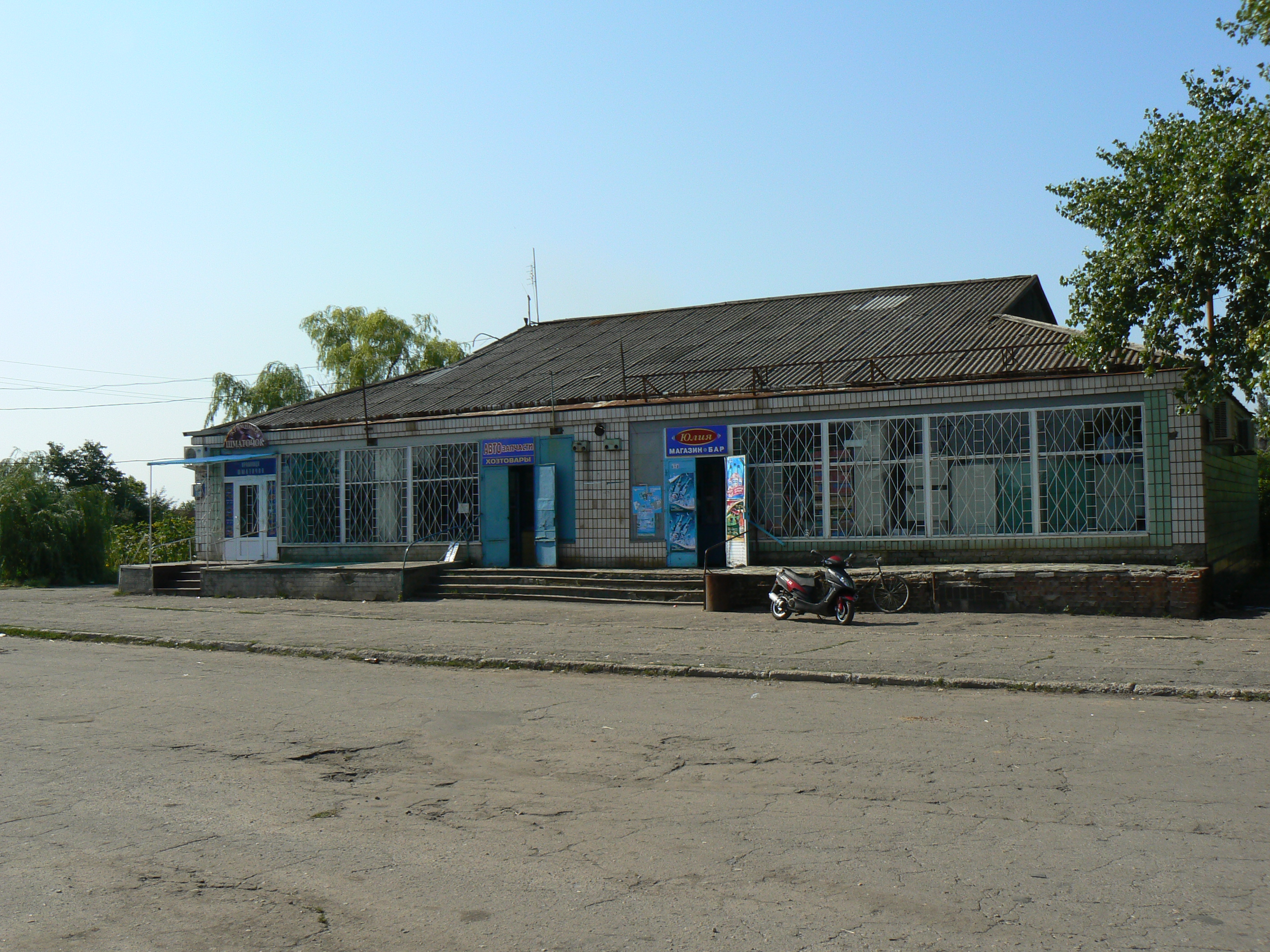
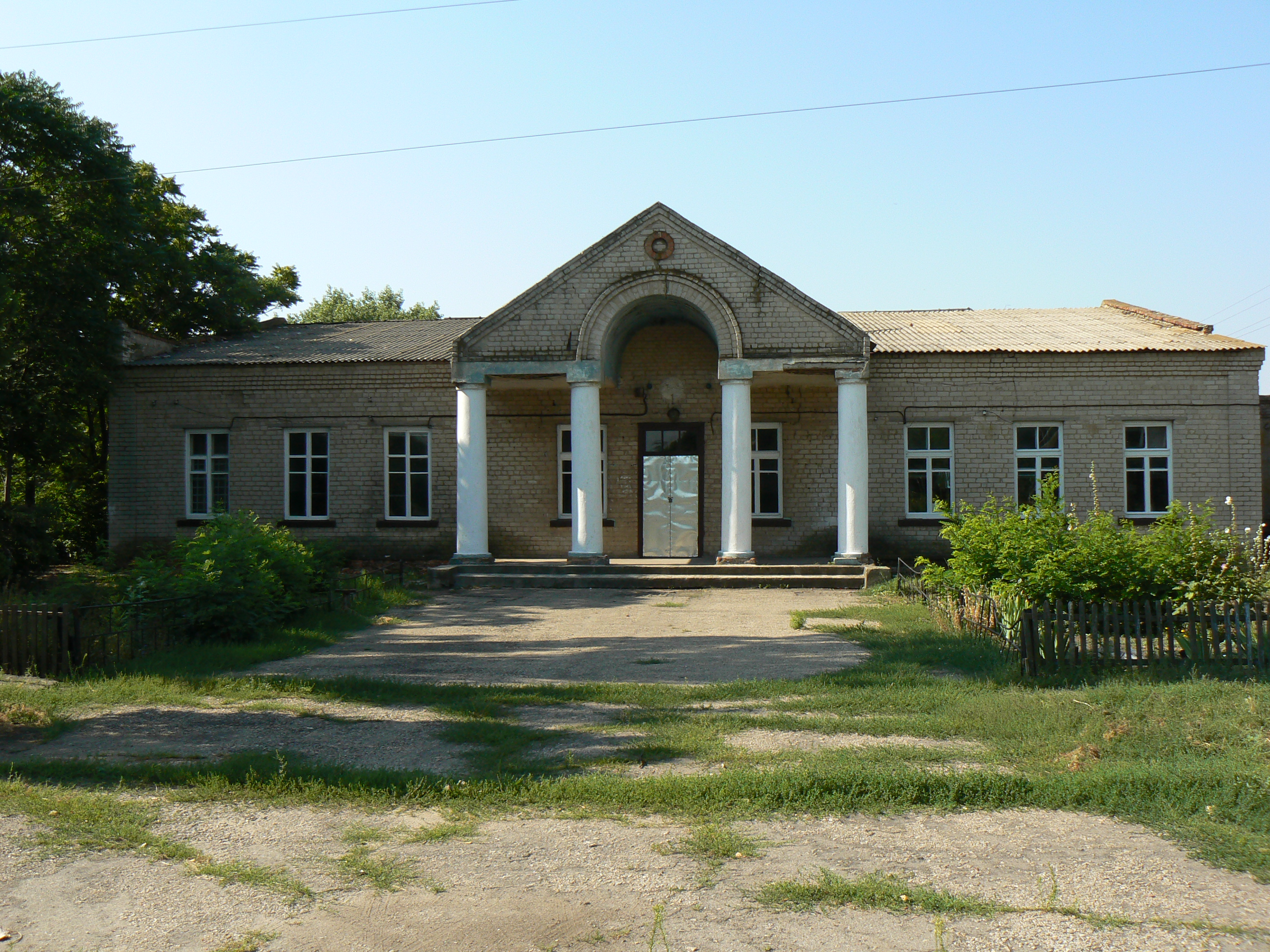
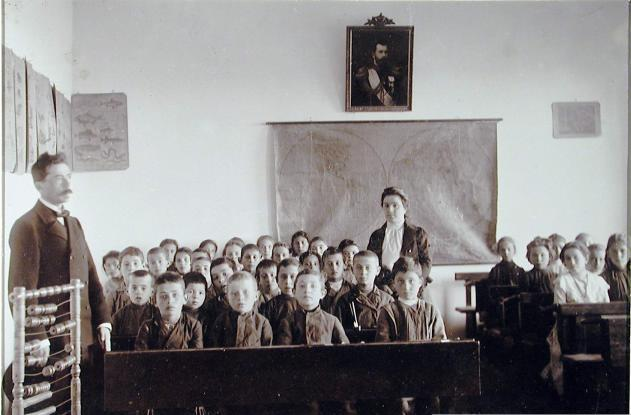
Учні під час уроку в школі (1904)